# Makino Tadayuki
Makino Tadayuki est un nom japonais traditionnel ; le nom de famille (ou le nom d'école), Makino, précède donc le prénom (ou le nom d'artiste).
Makino Tadayuki (牧野 忠恭, 22 octobre 1824-1er septembre 1878) est un daimyo du milieu de l'époque d'Edo de l'histoire du Japon.
Les Makino font partie des clans de daimyos fudai ou « clans de l'intérieur » composés de vassaux héréditaires et d'alliés du clan Tokugawa, par opposition aux clans tozama ou « clans de l'extérieur ».

## Généalogie du clan Makino
Le clan Makino fudai apparaît au XVIe siècle dans la province de Mikawa. Leur élévation de statut par Toyotomi Hideyoshi date de 1588. Ils prétendent descendre de Takechiuchi no Sukune, homme d'État légendaire et amant de la légendaire impératrice Jingū.
Tadayuki fait partie de la branche majeure des Makino, établie au domaine de Tako dans la province de Kōzuke en 1590. En 1616, leurs possessions sont déplacées au domaine de Nagamine dans la province d'Echigo. De 1618 jusqu'en 1868, cette branche demeure au domaine de Nagaoka (d'une valeur de 74 000 koku) dans la province d'Echigo.
Tadayuki est le chef à la 11e génération de cette lignée majeure des Makino.
Le chef de cette lignée est fait « vicomte » dans le cadre du nouveau système nobiliaire mis en place par le gouvernement de Meiji.

## Fonctionnaire Tokugawa
Tadayuki sert le shogunat Tokugawa comme rōjū dont il est aussi le 55e Kyoto shoshidai durant la période allant du 17 septembre 1862 au 26 juillet 1863.
Au cours de la guerre de Boshin de 1868-1869, les forces du han de Nagaoka s'opposent aux forces du gouvernement de Meiji. À cette époque, le général de l'armée du clan Makino est Tsuginosuke Kawai (1827-1868), et aujourd'hui le mémorial à Tsuginosuke Kawai se trouve au Naga-chō où se dressait autrefois sa résidence. Lorsque les forces du gouvernement Meiji s'emparent de Nagaoka, Makino Kawai se retire vers Aizu et Sendai avec Makino Tadayuki et d'autres chefs du clan en fuite.
Décédé à Tokyo en 1878, Makino Tadayuki y est enterré au Saikai-ji.